# 순정 (장덕의 노래)
〈순정〉은 대한민국의 여성 싱어송라이터 장덕에 의해 작사 · 작곡된 곡이다. 장덕의 두번째 솔로 음반이자 두번째 컴필레이션 음반 《순정》의 동명 타이틀곡으로 발표되었다.

## 배경
이 곡은 장덕이 새언니 천인실의 입장에서 쓴 곡이라는 일설이 있다. 이 곡을 쓸 당시 장덕은 오빠 부부와 함께 살았고, 새언니와 속마음을 터놓고 얘기할 정도로 장덕과 친하게 지냈던 점으로 미루어, 당시 아마도 천인실이 결혼 전과 달라진 남편(장덕의 오빠 장현)에게 섭섭함을 느낀 것에 대해 장덕에게 토로한 적이 있던 것 같다. 하지만 장덕은 새언니의 오빠를 향한 변함없는 사랑을 확인하며 이 곡을 만들었으리라 여겨진다. 장현이 사망하고 1990년 스포츠 서울에 게재된 장덕의 어머니 이숙희 여사의 수기에 의하면(이 수기는 이후 예정된 시간을 위하여라는 책으로 발간되었다.) 장현이 병에 걸리면서 결국 어떠한 이유로 장현 부부는 헤어졌지만 천인실의 장현에 대한 사랑은 장현이 죽는 날까지 변함없었다고 한다.